# Fortec Motorsport

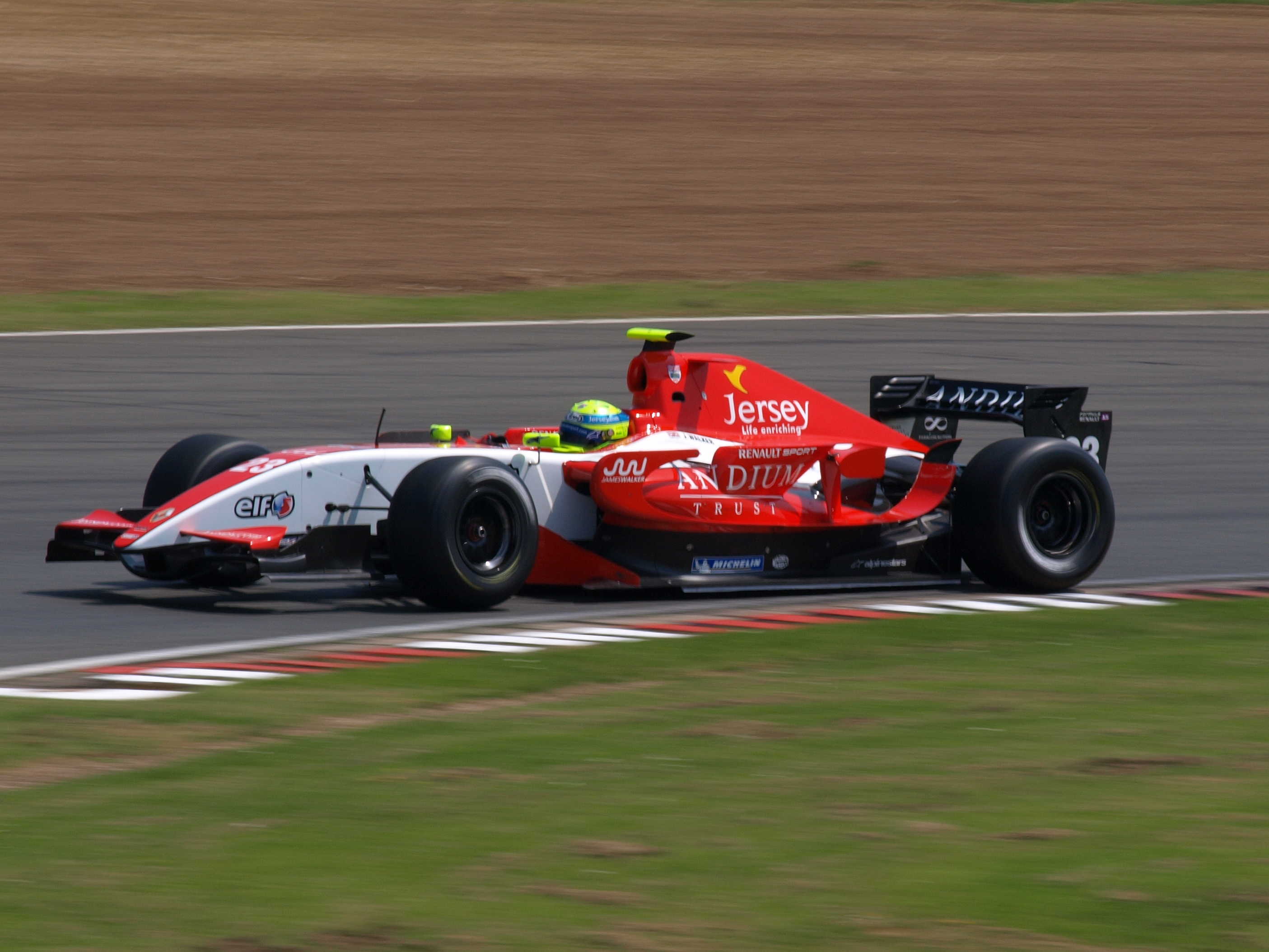
James Walker en action à Silverstone sur une Formule Renault 3.5.

Fortec Motorsport Ltd est une écurie de course automobile britannique fondée en 1996 par Richard Dutton.
Elle participe à de nombreuses formules de promotion en monoplace dont la Formule 3 Britannique et la Formula Renault 3.5 Series.

## Histoire
La création de l'équipe Fortec remonte à 1996. Le premier titre date de 2002 avec le titre pilote de Danny Watts en Formule Renault 2.0 britannique. La même année, le brésilien Fabio Carbone remporte les Masters de Formule 3 à Zandvoort.
De nos jours, les couleurs blanches et rouges de l'équipe Fortec sont désormais ancrées dans le paysage du sport automobile britannique.

## Pilotes notables
- Mike Conway
- Juan Pablo Montoya
- Heikki Kovalainen
- Jamie Green
- Danny Watts
- James Calado
- Alexander Rossi
- Robin Frijns
- Stoffel Vandoorne
- Charles Leclerc